# Agostino da Montefeltro
(Giosuè Carducci)
Agostino da Montefeltro, nato Luigi Vicini (Sant'Agata Feltria, 1º marzo 1839 – Pisa, 5 aprile 1921), è stato un francescano italiano del periodo risorgimentale, noto come predicatore e benefattore.
Celebre per i suoi sermoni, non disdegnava di parlare di argomenti molto delicati per l'epoca, riguardanti ad esempio la patria e la politica, attirandosi critiche e accuse dagli ambienti ecclesiastici e non.

## Biografia
Nato Luigi Vicini nel 1839, primogenito di una famiglia agiata, diventò sacerdote all'età di 22 anni. Nel 1867 entrò in una profonda crisi morale e religiosa, che lo portò dapprima a fuggire con una ragazza sua compaesana a Firenze e Milano, in seguito a rifugiarsi da solo in Svizzera, dove tentò di suicidarsi. La crisi terminò nel 1870 e, riacquistata la vocazione, Luigi decise di entrare nell'Ordine dei Minori, prendendo il nome di Agostino da Montefeltro. Negli anni seguenti si diffuse la fama della sua grande abilità oratoria, capace di attirare persone di diversa istruzione ed estrazione sociale.
I suoi sermoni più noti furono quelli pronunciati per la Quaresima del 1889 a Roma, nella chiesa di San Carlo al Corso, che suscitarono grande scalpore ed entusiasmo e che vennero persino pubblicate. Si ricordano in particolare le prediche sulla patria e sulla benedizione.

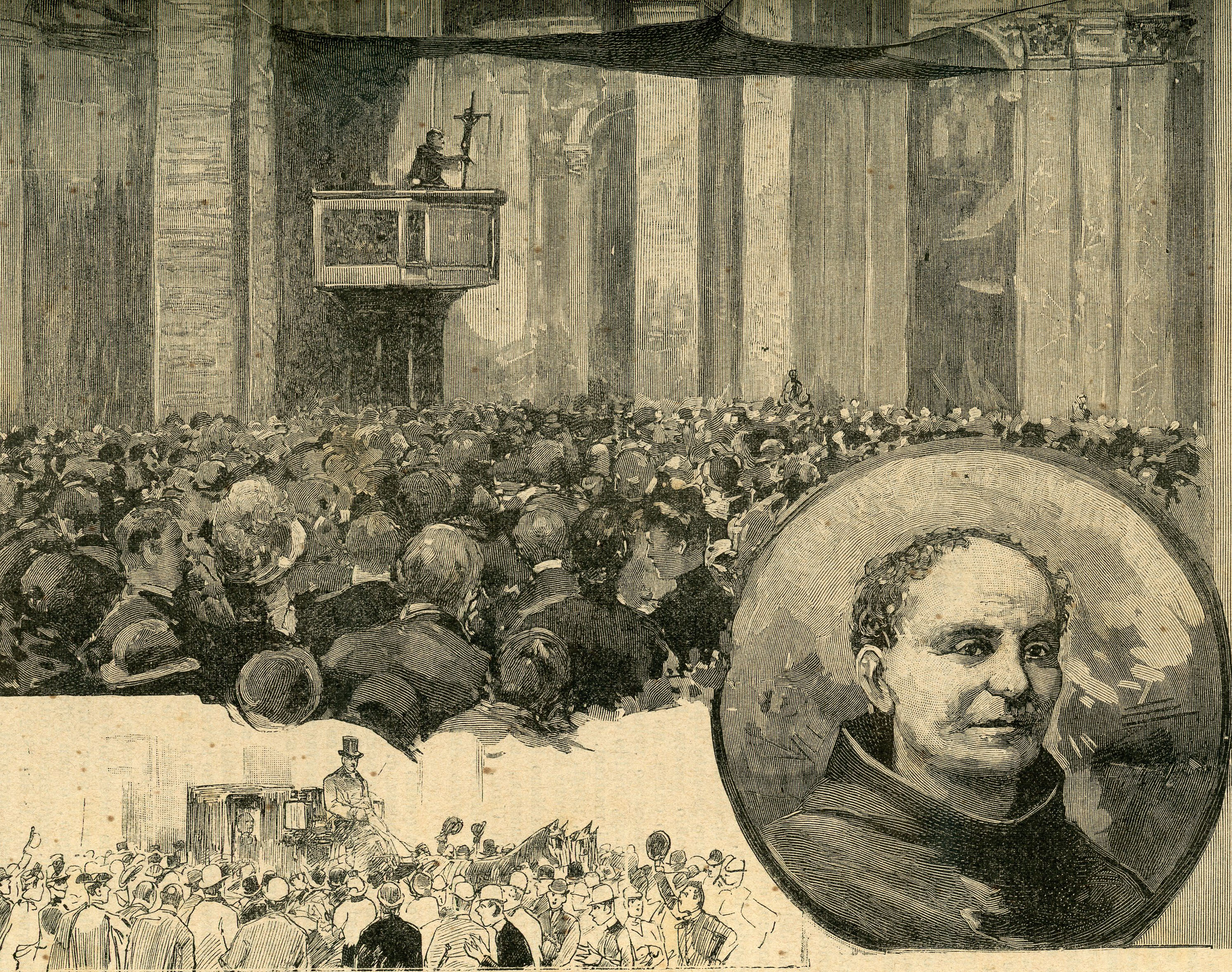
Il Padre Agostino da Montefeltro predica nella chiesa di San Carlo a Roma ed è salutato dalla folla.

La sua opera religiosa incluse la fondazione di una congregazione di suore, le Figlie di Nazareth, consacrate all'esercizio della carità nell'istruzione cristiana delle orfanelle. In campo sociale, contribuì con le sue prediche a preparare il terreno all'enciclica Rerum Novarum di papa Leone XIII e promosse diverse iniziative a Pisa e provincia, dove fondò una Scuola Popolare, varie Scuole normali e l'Istituto di Marina di Pisa per le Orfanelle.
Morì a Pisa nel 1921.
Alcuni anni dopo, nel 1939, venne richiesto l'inizio della sua causa di beatificazione, respinta poi per il giudizio negativo sulla sua giovinezza. Nel 2007 le suore Figlie di Nazareth hanno nuovamente inoltrato la richiesta sulla base di nuovi documenti rintracciati nella biblioteca dei Padri francescani a Firenze.
In data venerdì 3 dicembre 2021, in occasione del centenario della morte di P. Agostino da Montefeltro, all'Università degli Studi di Pisa si è tenuto il convegno "La figura e l'opera di P. Agostino da Montefeltro". 
Pubblicazioni: Conferenze RELIGIOSE E SOCIALI compilato per cura del CORRIERE NAZIONALE su pensieri desunti da discorsi e prediche di ILLUSTRI ORATORI CONTEMPORANEI Vol.I RICORDI DEL QUARESIMALE IN TORINO del Padre Agostino da Montefeltro TORINO Tipografia Festa e Tarizzo 1888